# أوفركيل سوفتوير
أوفركيل سوفتوير (اللغة الإنجليزية: Overkill Software)، هو استوديو تطوير ألعاب فيديو سويدي مقره ستوكهولم، تأسس في عام 2009 على يد أولف أندرسون وبو أندرسون في أعقاب إفلاس المطور السابق جرين ، جنبًا إلى جنب مع سيمون فيكلوند. أشهر ألعابه باي داي 2، وباي داي 3. تم الإستحواذ عليه من طرف استوديوهات ستاربريز عام 2012.

## تاريخ
أسس الأخوان بو وأولف أندرسون شركة Grin في عام 1997، والتي كان لها بعض العناوين الناجحة بما في ذلك Bionic Commando . ومع ذلك، عندما فشل الاتفاق مع سكوير إينكس لصنع لعبة على أساس فينال فانتازي، فقد أفلست الشركة وأغلقت في عام 2009. أطلق Anderssons برنامج Overkill Software في نفس العام بعد إغلاق Grin بسبب الإفلاس، وكان مشروعهم الأول هو Payday: The Heist ، الذي تم إصداره في عام 2011.